# Tereza Mihalíková
Tereza Mihalíková (n. 2 iunie 1998, Topoľčany, Nitriansky kraj, Slovacia) este o jucătoare slovacă de tenis. Cea mai bună clasare a sa la simplu este locul 349, în iunie 2018, iar la dublu locul 42 mondial, la 30 ianuarie 2023. În timp ce joacă în continuare mai ales la turneele de pe Circuitul ITF la simplu, ea a avut progrese la dublu, după ce a câștigat primul ei titlu pe Circuitul WTA în 2021 și a debutat în top 100. La dublu a câștigat un titlu WTA, trei titluri WTA Challenger și 19 ITF, iar la simplu opt titluri ITF.